# Ловетт, Герберт
Герберт Артур Ловетт (англ. Herbert Arthur Loveitt; 1874, Easenhall, Уорикшир — 1909, Ковентри, Уэст-Мидлендс) — британский регбист, серебряный призёр летних Олимпийских игр 1900.
На Играх Ловетт входил в сборную Великобритании, которая в единственном матче проиграла Франции со счётом 21:8, получив серебряные медали.